# Schwabach (Regnitz)
Die Schwabach ist ein knapp 33 km langer Fluss in Franken, der in Erlangen von rechts in die Regnitz mündet. Sie ist ein Gewässer 2. Ordnung.

## Name
Die Schwabach wird im Jahr 1021 als suuabaha erstmals schriftlich erwähnt. Die ursprüngliche Endung -aha bedeutet im Althochdeutschen „Fließgewässer“. Das Bestimmungswort könnte vom germanischen Wortstamm *swab- mit der Bedeutung „(vom Wasser) hin- und herschlagen, wogen, schwappen“ abgeleitet sein. Eine Deutung als „Gewässer, an dem Schwaben wohnen“ ist aus linguistischer Sicht schwierig.

## Geographie

### Verlauf
Die Schwabach entspringt auf einer Höhe von 445 m ü. NHN nördlich der Einöde Bremenhof nahe dem Dorf Pommer, einem Gemeindeteil von Igensdorf.
Sie fließt zunächst in südöstlicher, ab Igensdorf kurz in südlicher und ab Eckental am längsten in westlicher Richtung. Im Schwabachtal liegen die Gemeinden Igensdorf, Eckental, Kleinsendelbach, Neunkirchen am Brand, Dormitz, Uttenreuth und Buckenhof.
In Erlangen mündet die Schwabach auf einer Höhe von 270 m ü. NHN von rechts in die Regnitz.
Der etwa 32,6 km lange Lauf der Schwabach endet ungefähr 175 Höhenmeter unterhalb ihrer Quelle; sie hat somit ein mittleres Sohlgefälle von etwa 5,4 ‰.

### Einzugsgebiet
Das 192,84 km² große Einzugsgebiet der Schwabach erstreckt sich von der Nördlichen Frankenalb bis zum Vorland der Nördlichen Frankenalb und wird durch sie über die Regnitz, den Main und den Rhein zur Nordsee entwässert.
Es grenzt
- im Nordosten an das Einzugsgebiet der Trubach, die über die Wiesent in die Regnitz entwässert;
- im Osten an das der Schnaittach, die über die Pegnitz in die Regnitz entwässert;
- im Südosten an die Einzugsgebiete der beiden Pegnitz-Zuflüsse Röttenbach und Bitterbach;
- im Süden an das Einzugsgebiet der Gründlach, die in die Regnitz mündet;
- im Südwesten an die Einzugsgebiete der beiden kleinen Regnitz-Zuflüsse Hutgraben und Röthelheimgraben;
- im Nordwesten an das Einzugsgebiet der Trubbach, die in die Regnitz mündet; und
- im Norden an das des Ehrenbachs, der in die Wiesent mündet.

Das Einzugsgebiet wird von landwirtschaftlichen Nutzflächen geprägt. Die höchste Erhebung ist der Hetzleser Berg mit einer Höhe von 549,3 m ü. NHN im Nordosten des Einzugsgebiets.

### Zuflüsse

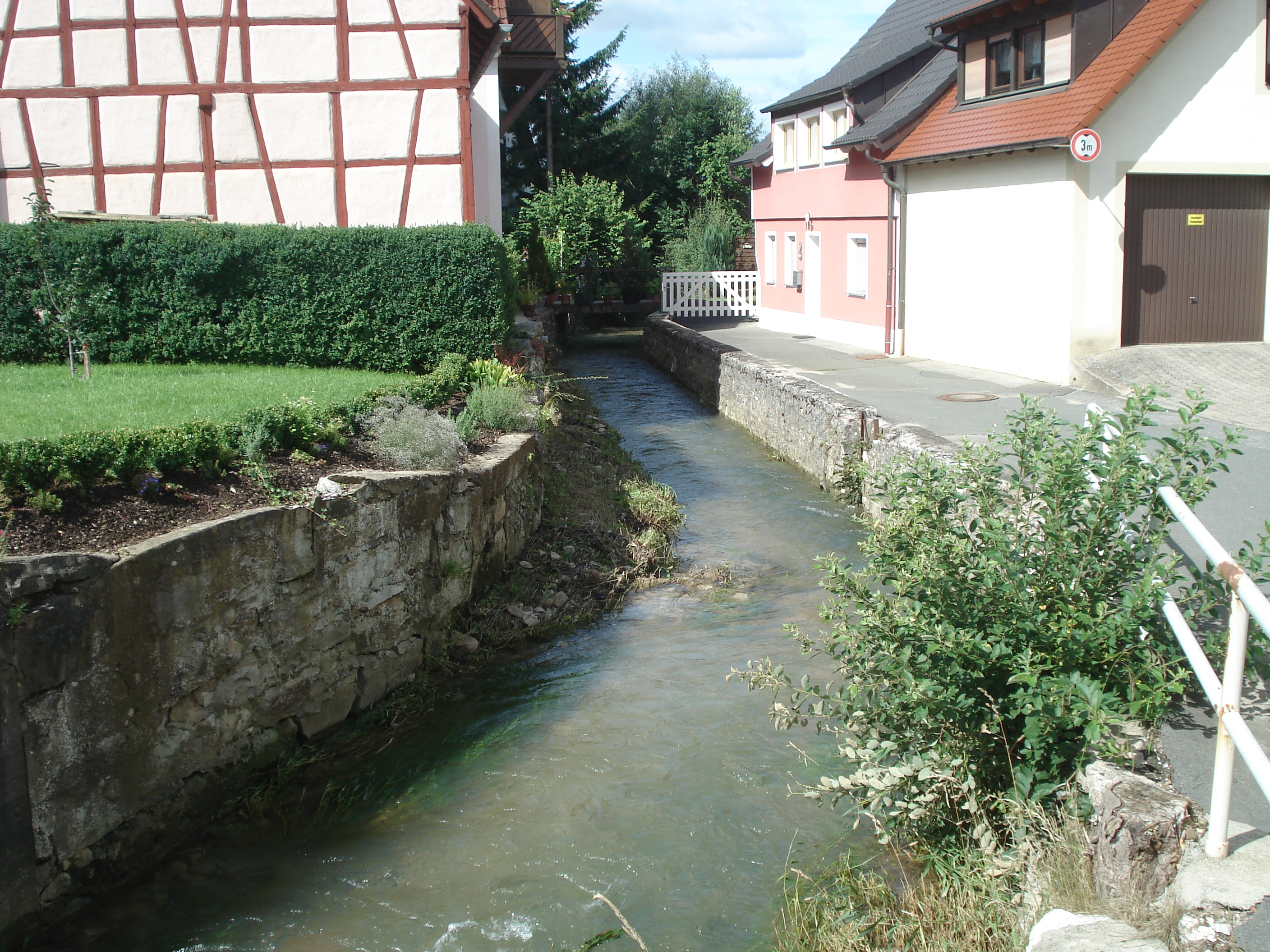
Der Aubach

Von der Quelle zur Mündung. Längen und Einzugsgebiete nach Eigenmessung auf dem BayernAtlas, Höhen dort abgefragt. Auswahl.
| Name                             | Mündungsseite | Länge in km | EZG in km² | Mündungs- höhe m ü. NHN | Mündungs- ort                                     | Bemerkung                                                                                              |
| -------------------------------- | ------------- | ----------- | ---------- | ----------------------- | ------------------------------------------------- | --- |
| Vordere Schwabach                | rechts        | 2,6         | 02,3       | 370                     | östlich von Pommer                                | |
| Brühlbach                        | links         | 2,1         | 03,2       | 355                     | südwestlich von Walkersbrunn                      | |
| Thüsserbach                      | links         | 1,4         | 01,5       | 347                     | nördlich von Letten                               | |
| Rödlaserbach                     | rechts        | 3,3         | 06,2       | 346                     | nördlich von Letten                               | |
| Lindelbach                       | rechts        | 3,2         | 03,4       | 330                     | nördlich von Stöckach                             | |
| Aubach                           | links         | 3,2         | 33,7       | 324                     | südlich von Igensdorf                             | zuletzt Mühlbach; mit rechtem Oberlauf Kalkach: 6,4 km lang                                            |
| Mühlbach                         | links         | 5,9         | 15,5       | 318                     | westlich von Ebach                                | Strang Hainbüchachgraben → Mühlbach                                                                    |
| Egelseebach                      | rechts        | 3,4         | 04,0       | 314                     | nordwestlich von Forth                            | |
| Eckenbach                        | links         | 4,9         | 13,6       | 312                     | zwischen Forth und Brand                          | Länge mit rechtem Oberlauf Dorfbach: ca. 7,0 km                                                        |
| Steppbach                        | links         | 3,9         | 03,9       | 306                     | südlich von Steinbach                             | in den linken Teilungslauf                                                                             |
| Steingraben                      | rechts        | 1,5         | 00,9       | 307                     | in den rechten Teilungslauf südlich von Steinbach | |
| Geroldsbach                      | links         | 3,4         | 04,9       | 305                     | südlich von Kleinsendelbach                       | Strang Kübelsbach → Geroldsbach                                                                        |
| Sendelbach                       | rechts        | 5,4         | 06,8       | 306                     | bei Kleinsendelbach in den rechten Teilungsarm    | |
| Brannbach                        | rechts        | 3,5         | 03,0       | 299                     | nördlich von Gabermühle                           | |
| Kugelgraben                      | links         | 2,3         | 01,5       | 298                     | westlich von Gabermühle                           | |
| Brandbach                        | rechts        | 6,7         | 21,4       | 296                     | südlich von Dormitz                               | in die Schwabach selbst; Länge mit linkem Oberlauf Schlierbach: 8,8 km                                 |
| Kreuzweihergraben                | links         | 3,7         | 02,5       | 297                     | gegenüber Dormitz                                 | in den Teilungslauf Alte Schwabach                                                                     |
| Sandbuckgraben                   | links         | 5,6         | 09,5       | 291                     | gegenüber Uttenreuth-Weiher                       | Strang Heidgraben → Kehlgraben → Sandbuckgraben                                                        |
| Weiherbach Weihergraben          | rechts        | 4,3         | 05,2       | 290                     | nach Weiher                                       | |
| Weihergraben Uttenreuther Graben | rechts        | 2,2         | 02,2       | 288                     | in Uttenreuth                                     | in den rechten Teilungslauf Mühlgraben                                                                 |
| Muckenbach                       | links         | 4,9         | 04,8       | 284                     | gegenüber Uttenreuth                              | |
| Tennenbach                       | rechts        | 3,2         | 04,1       | 280                     | in Buckenhof                                      | |
| Wolfsäckergraben                 | rechts        | 1,7         | 01,4       | 277                     | bei Erlangen-Sieglitzhof                          | Auf der historischen Karte des BayernAtlas eingetragen, in der aktuellen Version nur eine Geländesenke |

- Der Aubach

### Orte
Reihenfolge von der Quelle zur Mündung nach Erstberührung.

Orte an der Schwabach
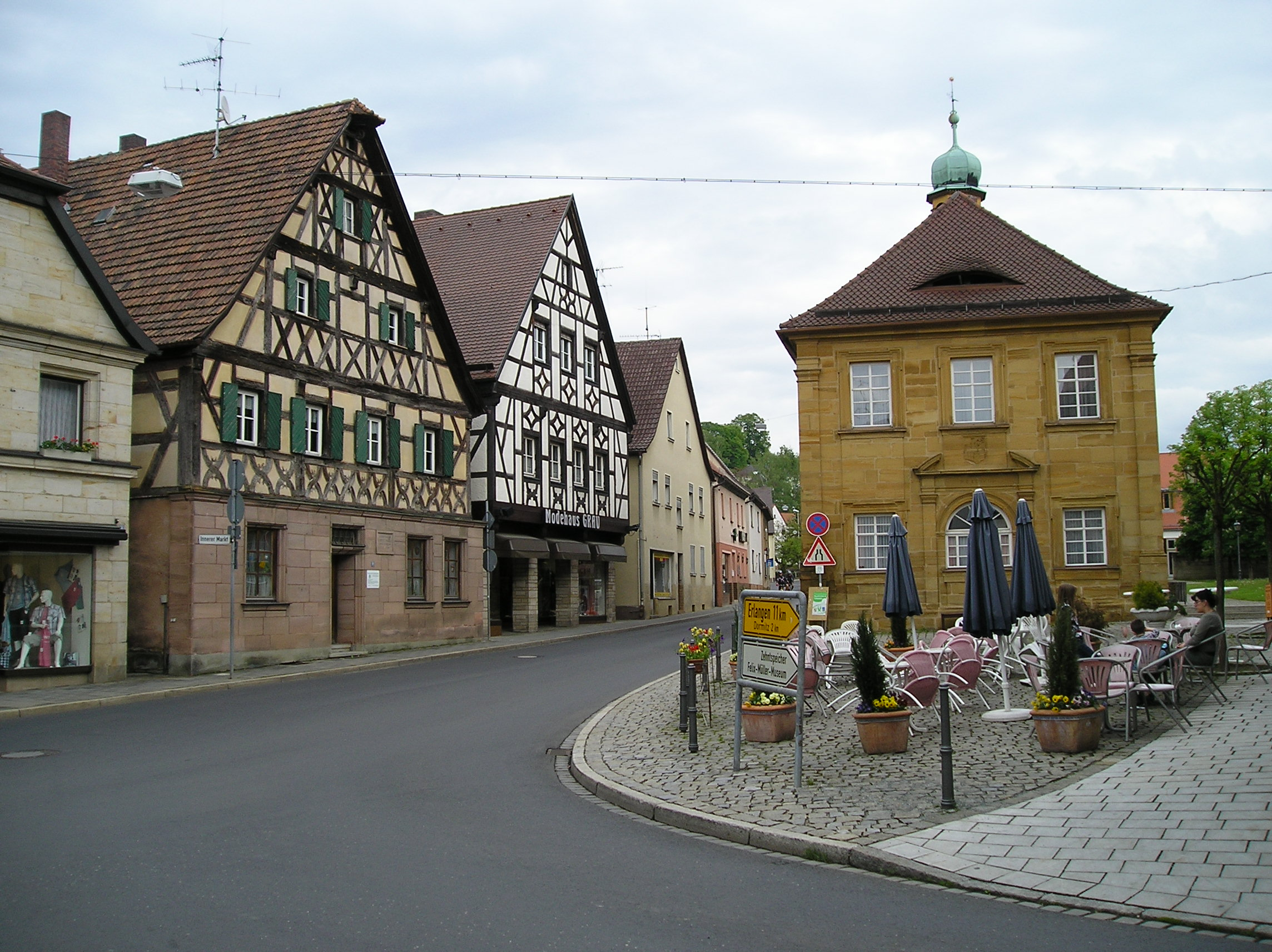
Neunkirchen am Brand
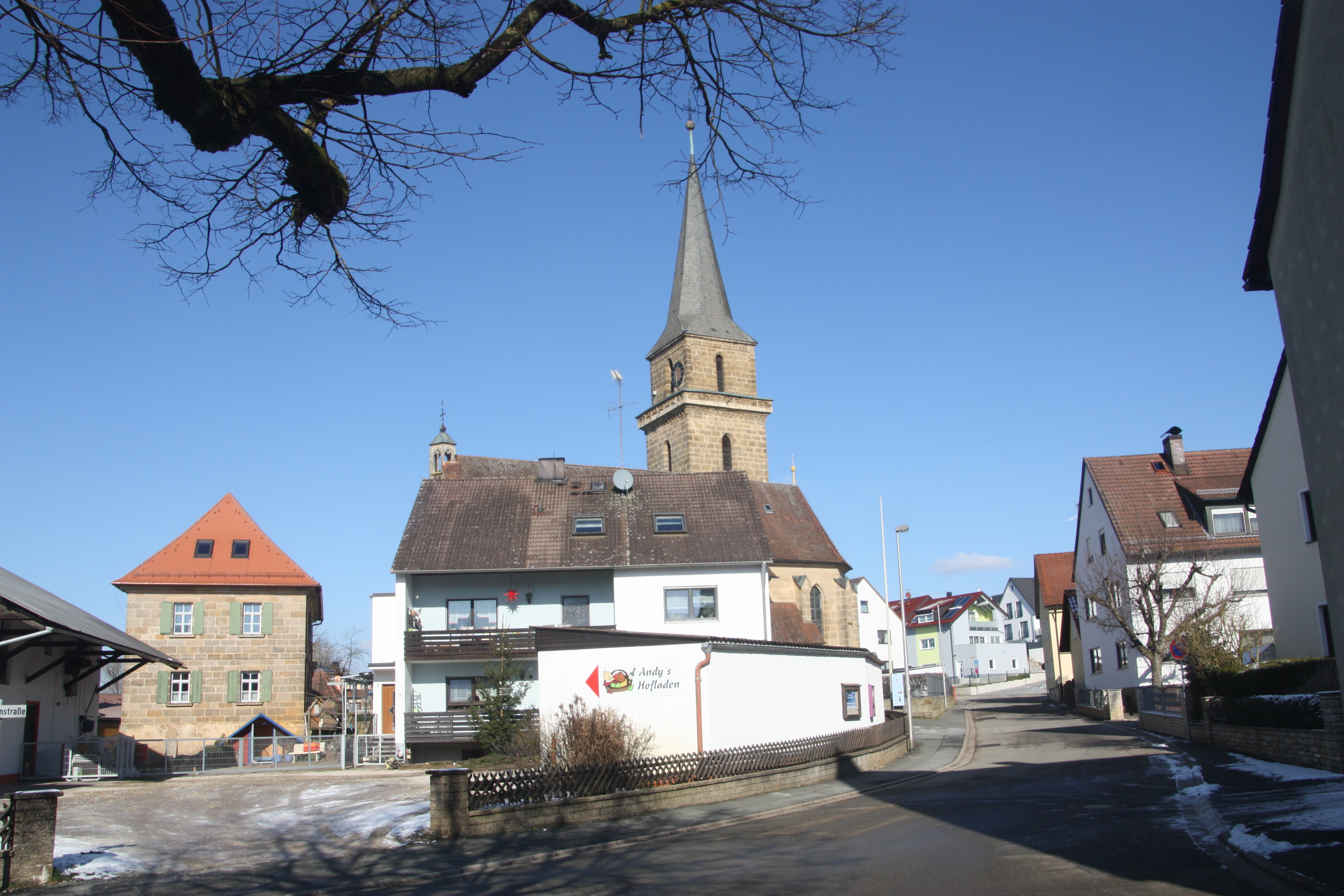
Dormitz
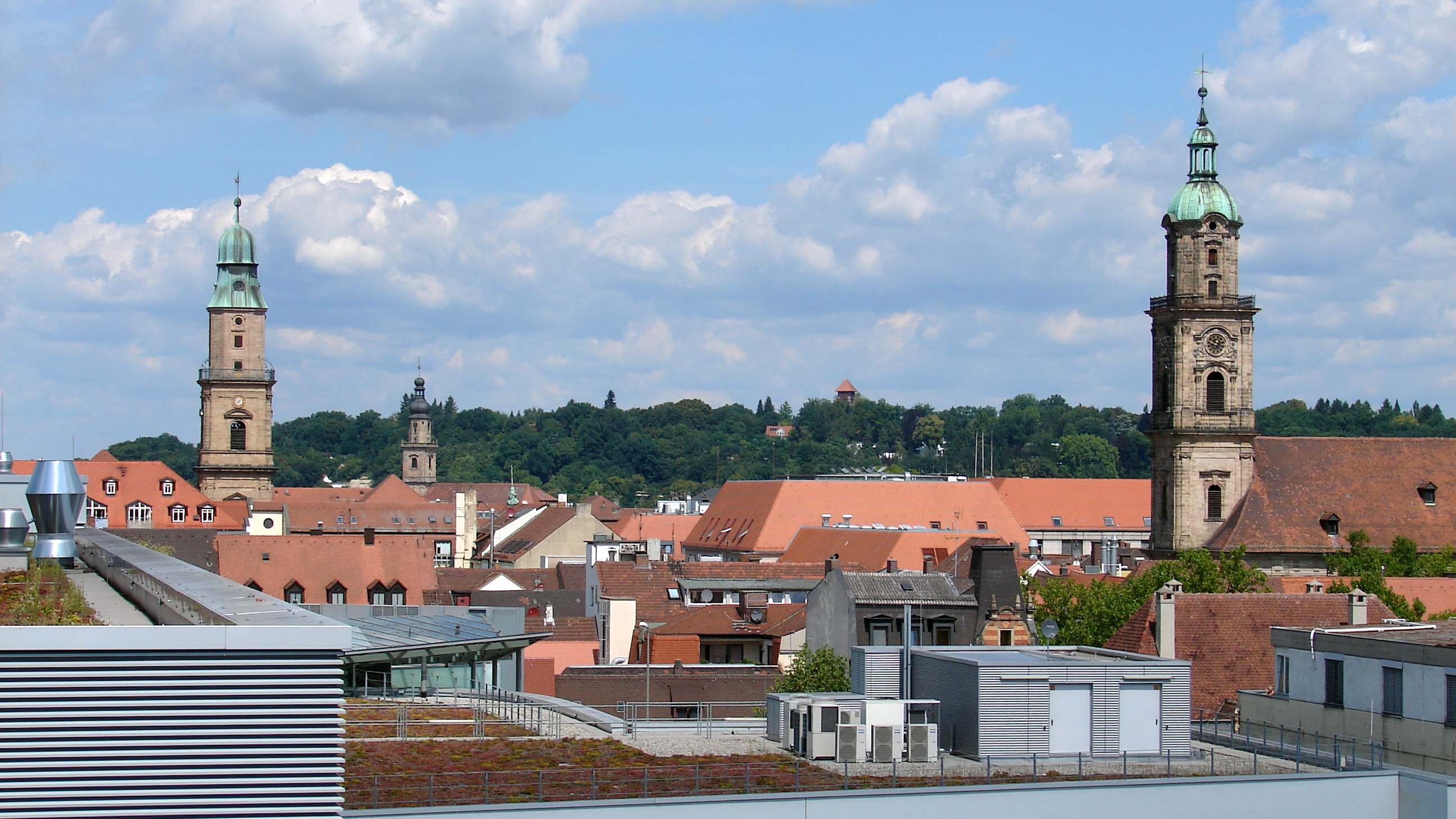
Erlangen

- Pommer
- Gräfenberg
- Neunkirchen am Brand
- Igensdorf
- Eckental
- Kleinsendelbach
- Minderleinsmühle
- Gabermühle
- Dormitz
- Uttenreuth
- Buckenhof
- Erlangen, Stadtteile Ost und Innenstadt

## Hochwasser

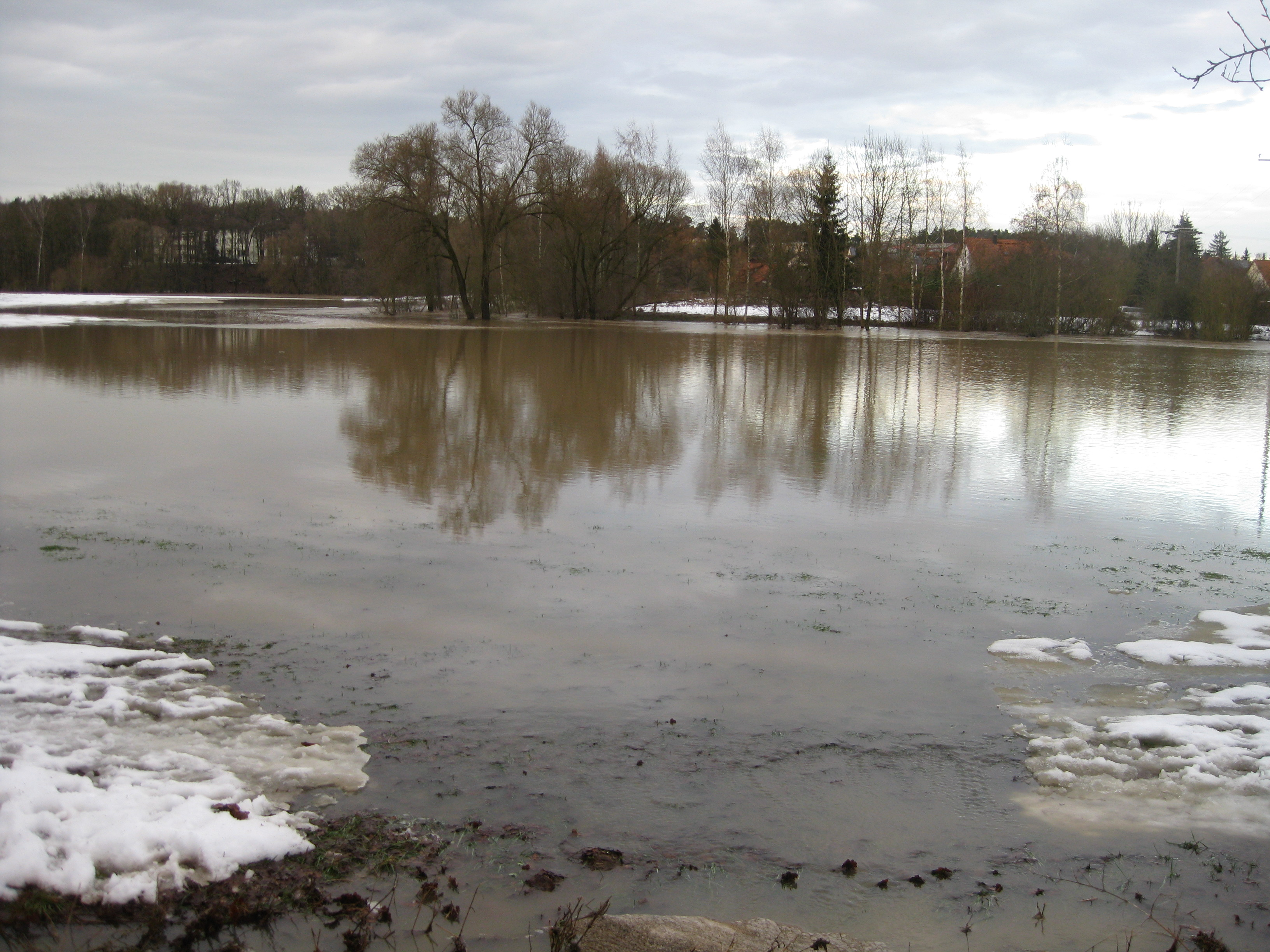
Winterhochwasser an der Schwabach

Gelegentlich führt die Schwabach Hochwasser (zuletzt im Februar 2023), in der Regel im Winter nach der Schneeschmelze sowie nach extremen Regenfällen. Der Wasserstand wird an mehreren Messstellen überwacht, in Hetzles, in Büg bei Forth und in Erlangen am Bürgermeistersteg.
Bei Hochwasser werden bestimmte Wege in Ufernähe gesperrt. Größere Schäden sind aufgrund der weitgehend naturbelassenen oder zumindest unverbauten Überschwemmungsflächen selten.
Dazu trägt auch bei, dass die Schwabach 2001 an einigen Stellen im Stadtgebiet von Erlangen renaturiert wurde.
In der Gemeinde Uttenreuth hat man allerdings festgestellt, dass bei einem hundertjährlichen Hochwasser ca. 60 Gebäude betroffen wären. Aus diesem Grund wurde über den Bau eines Deiches oder auch andere Schutzmaßnahmen beraten. In Erlangen gab es 2012 Schutzmaßnahmen im Bereich der Schleifmühle. Zudem wurden 2014 weitere Schutzmaßnahmen im Bereich der Essenbacher Brücke zur Vorsorge für den Fall eines hundertjährlichen Hochwassers geplant.

## Mühlen

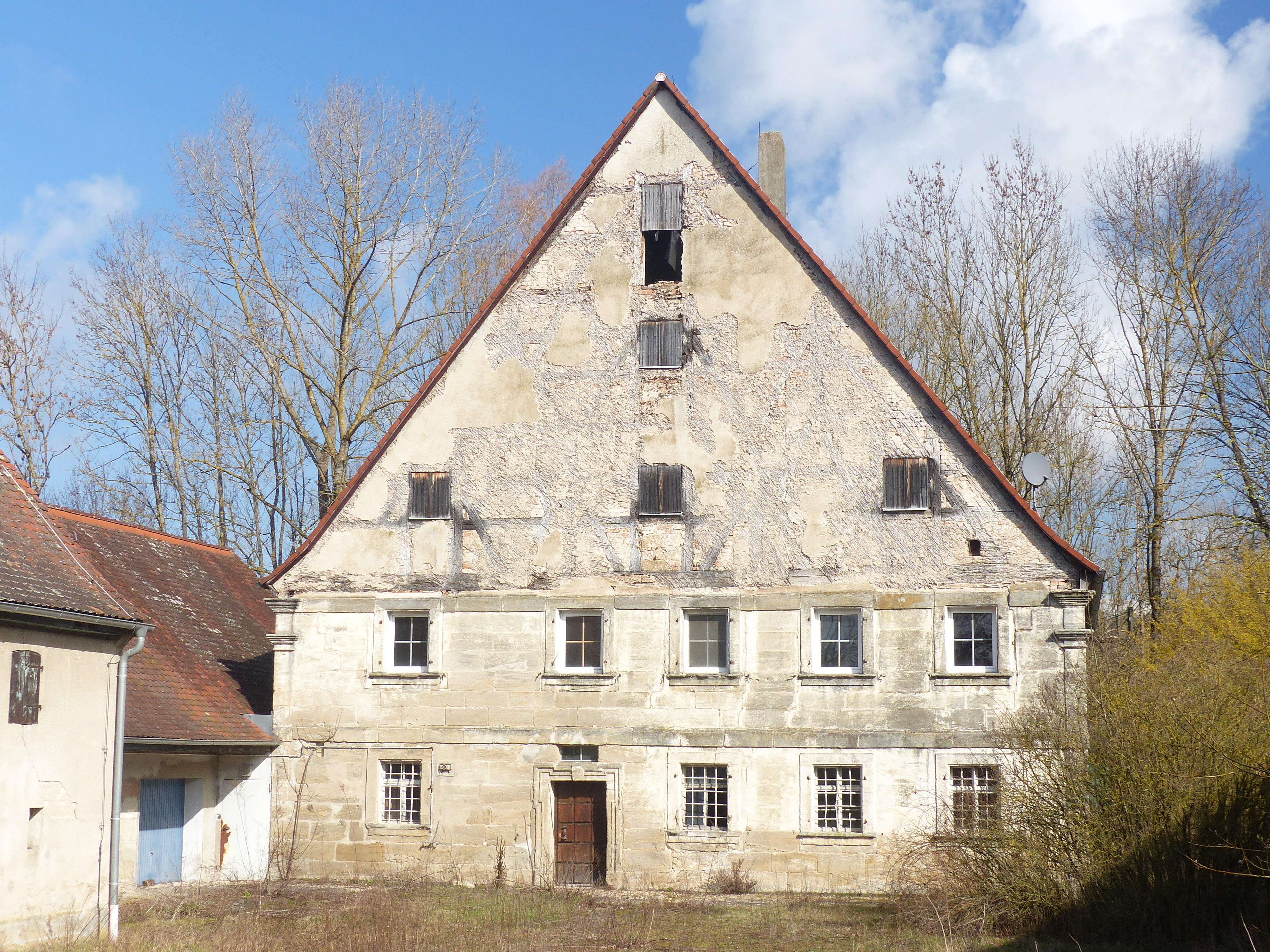
Brander Mühle
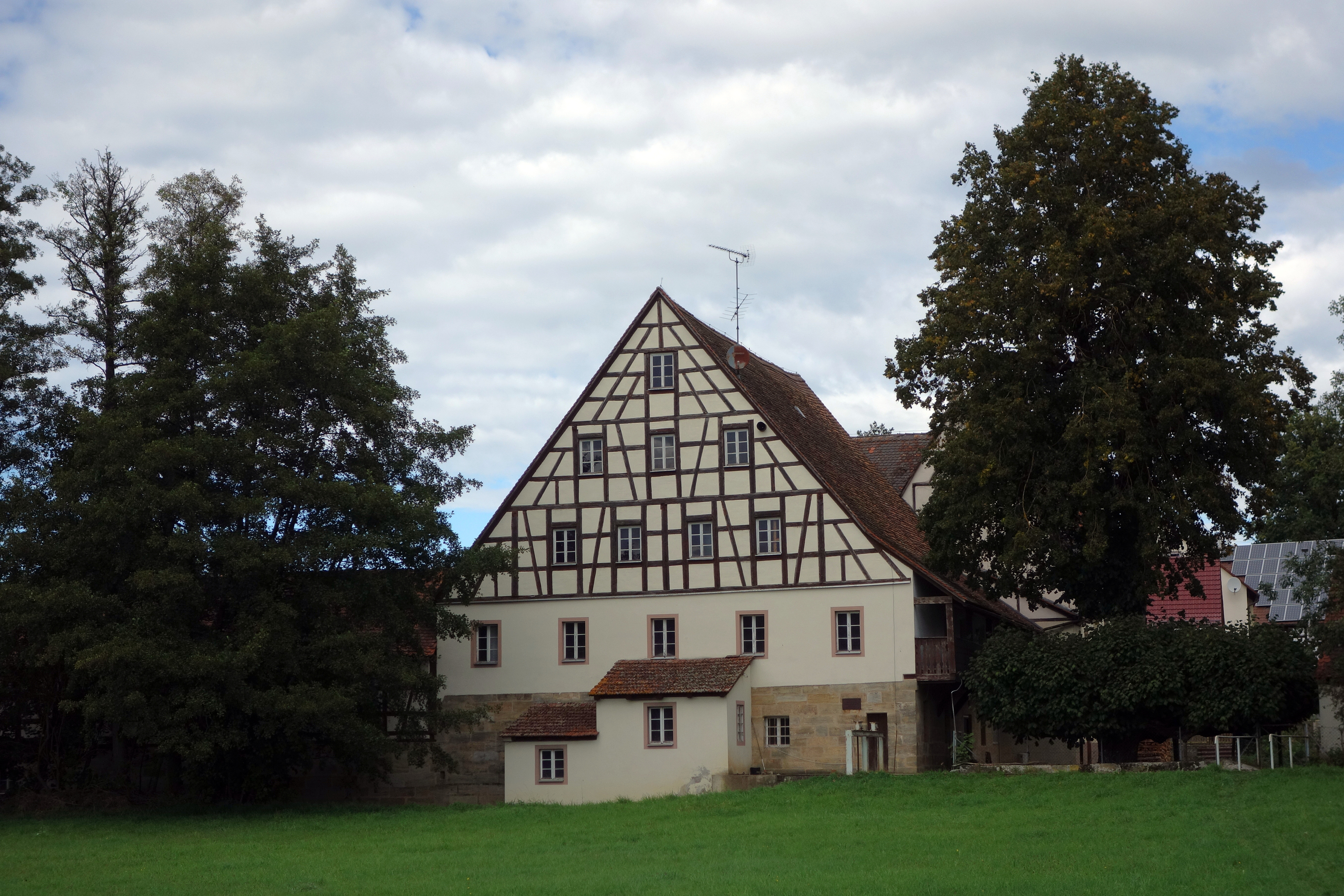
Steinbachermühle
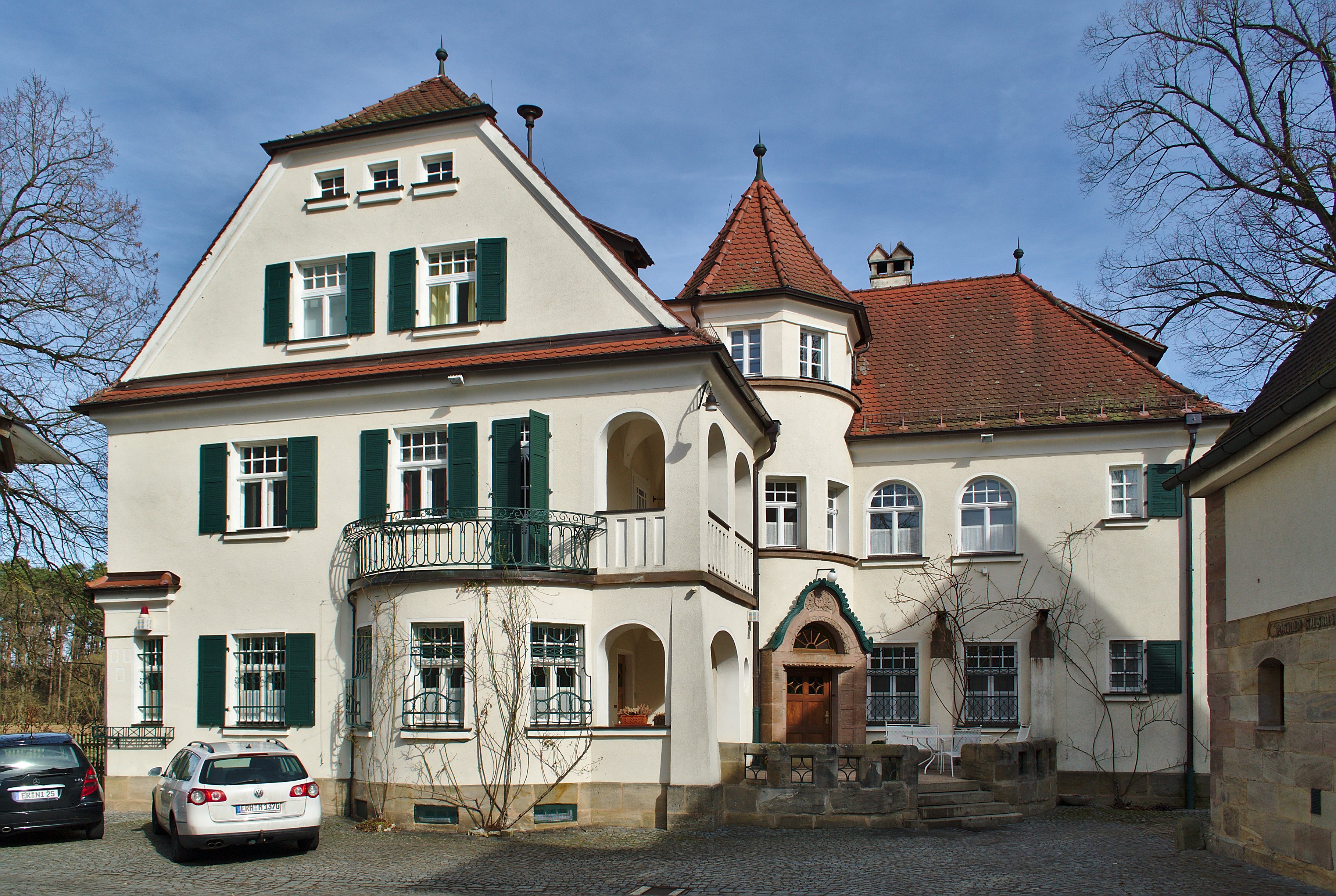
Minderleinsmühle
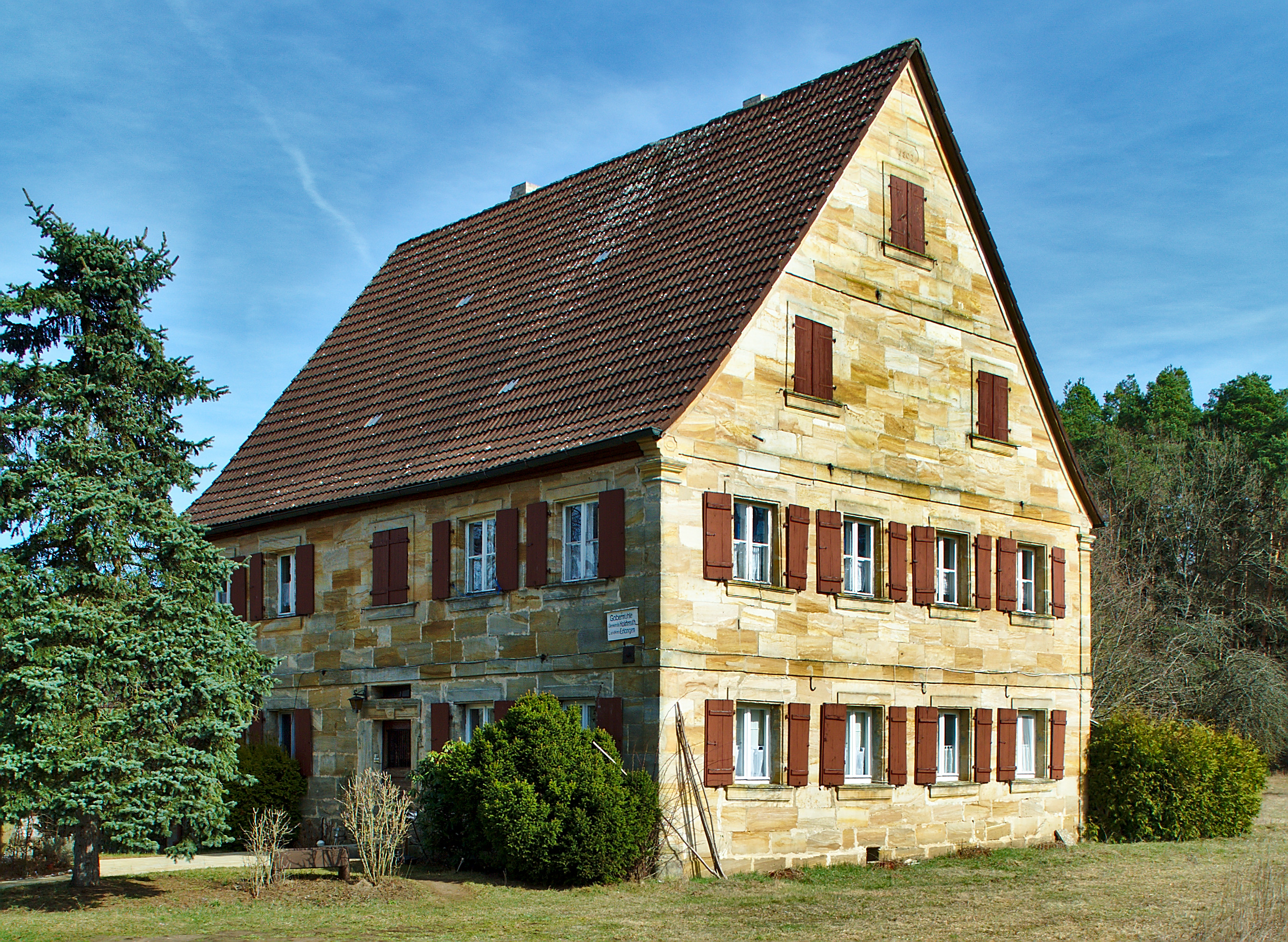
Gabermühle
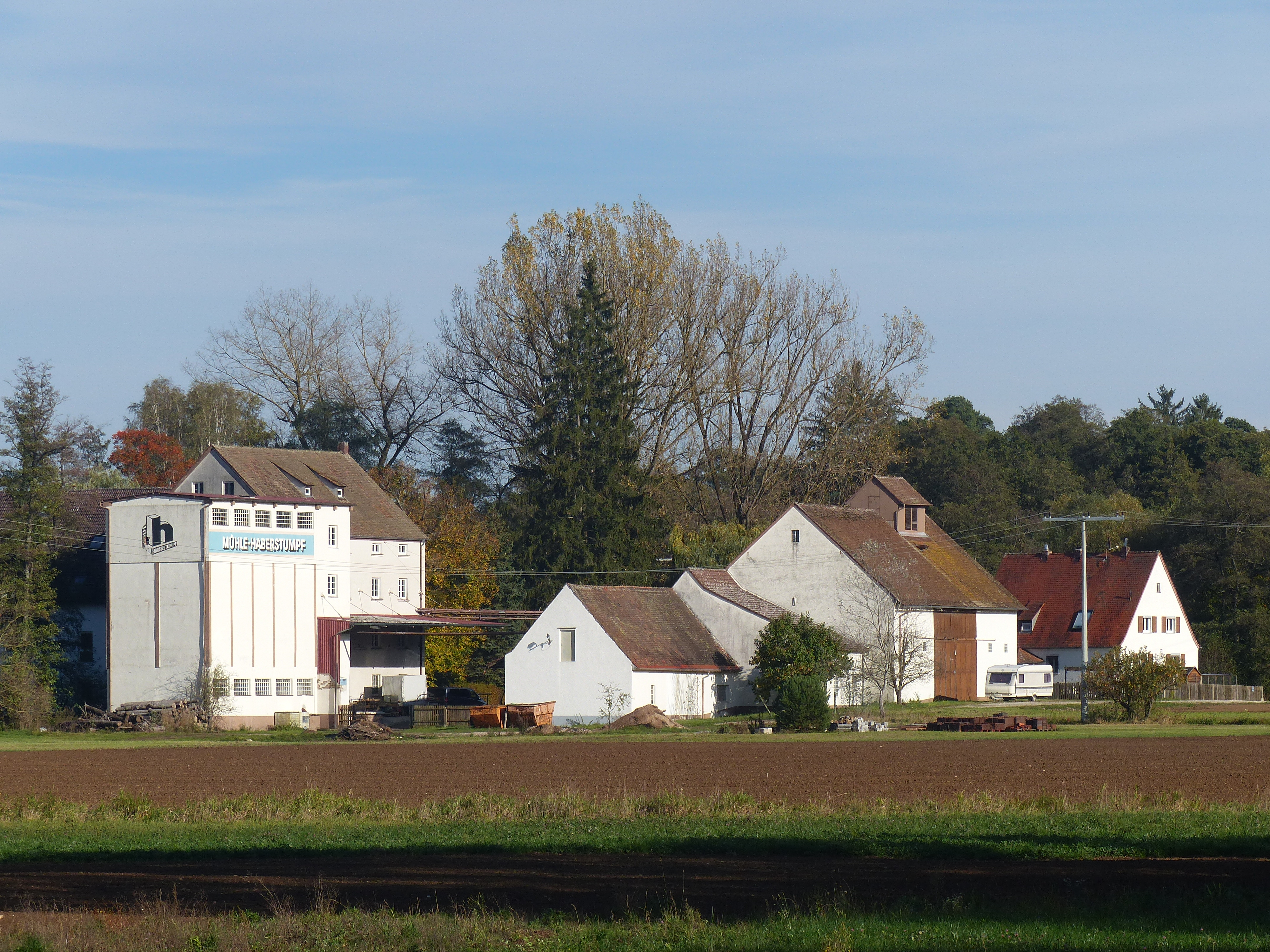
Langenbruckermühle
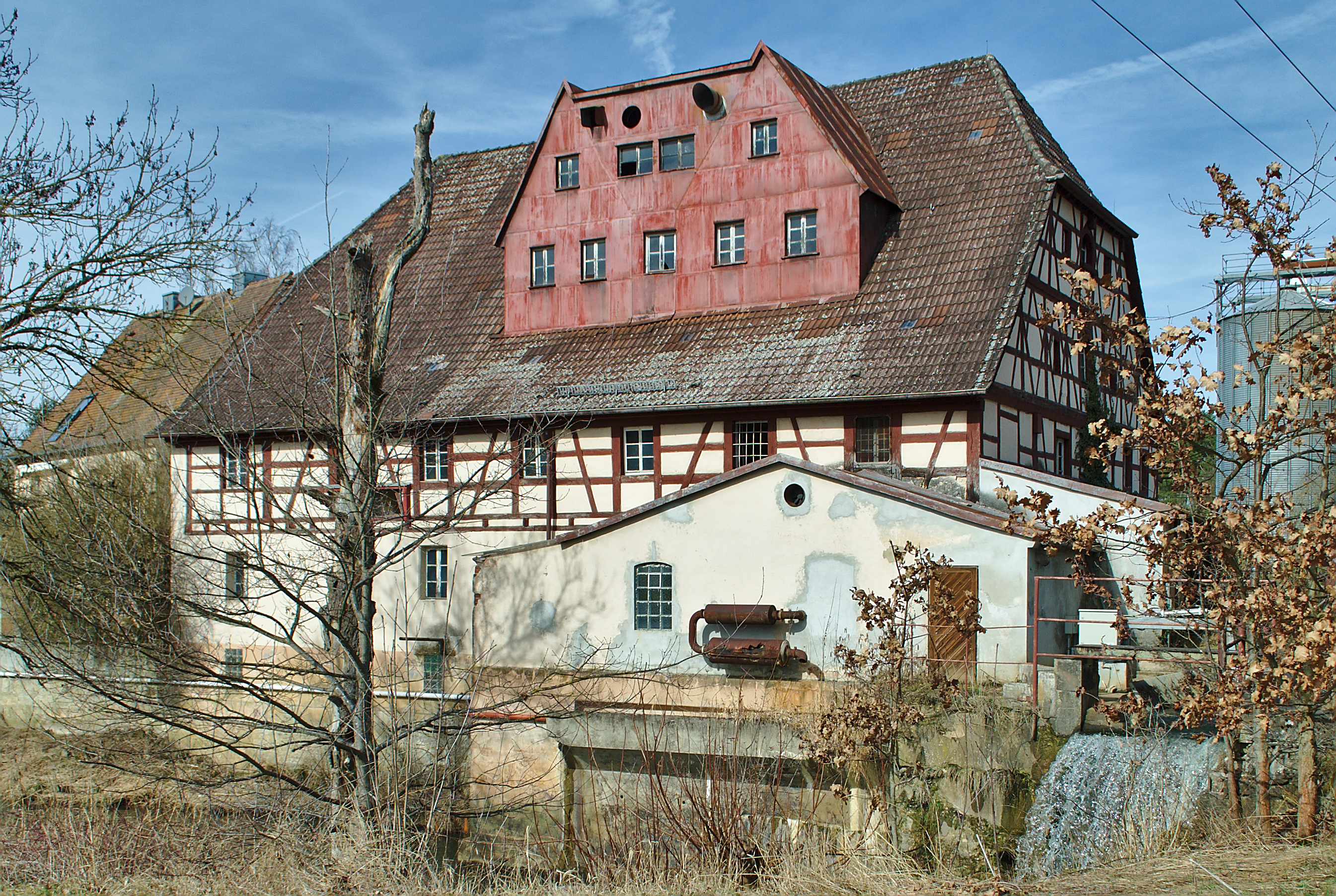
Habernhofermühle

Die Schwabach trieb eine Reihe von Mühlen an (aufgeführt in Fließrichtung):

| Name               | Ort             | Bemerkungen |
| ------------------ | --------------- | --- |
| Lettenmühle        | Lettenmühle     | |
| Lindenmühle        | Lindenmühle     | Vor 1300. Seit 1686 in Besitz der Herren Büg. Seit 1685 in Besitz der Familie Ohlwärter über mehrere Generationen. 1979 Einstellung des Mühlenbetriebes und Umbau als ökologisch verträgliches Anwesen durch Gertrud Switalsky und Vertrieb der Produkte in eigenem Hofladen. |
| Brandermühle       | Brand           | 1532 Erwerb durch Hans Beck aus Großgeschaidt. 1767 Erwerb durch Friedrich Wölfel, 1781 in Stein gehauenes Mühlenrad „F.W.“. 1890 Zerstörung durch Brandstiftung und Wiederaufbau. 1956 Einstellung des Mühlenbetriebes. |
| Steinbacher Mühle  | Steinbach       | Um 1400 erbaut, gehörte zu Kloster Neunkirchen am Brand, später der Nürnberger Patrizierfamilie Oelhafen. Wappen mit Jahreszahl 1819 am Wohnhaus. 1888 Einheirat durch Müller Fink und Ausbau zur Gaststätte „Zur Finkenmühle“. 1960 Schließung des Gasthauses und Einstellung des Mahlbetriebes. |
| Sendel-Mühle       | Kleinsendelbach | 1360 in Territorialherrschaft der Dompropstei Bamberg, Grundherr Kloster Neunkirchen am Brand. 1611 Übernahme durch Joachim Leitner. Nach Zerstörung durch Hochwasser: 1692 Übernahme und Wiederaufbau durch Kansen Kalb. 1842 Übernahme durch Familie Eichenmüller. 1939 Einstellung des Mahlbetriebes, ein altes Wehr ist noch vorhanden. |
| Minderleinsmühle   | Kalchreuth      | Um 1300 „Fullensackesmühle“ genannt, gehörte zum Reichsamt Heroldsberg. 1391 „Oedmühle“, später „Wüstmühle“. Um 1500 im Besitz der Familie Minderlein. 1776 in Besitz der Familie Hubmann. 1910 Baumaßnahmen nach einem Brand. Heute moderner Mühlenbetrieb mit eigener Produktion und überregionalem Vertrieb und Hofladen für regionale Kunden. |
| Uttenreuther Mühle | Uttenreuth      | 1341 erwähnt als Bamberger Domgut. Im 30-jährigen Krieg zerstört, 1655 wieder aufgebaut. 1911 abgebrannt. Seit 1998 Bauhof der Gemeinde. |
| Gabermühle         | Kalchreuth      | 1279 als Herbergsmühle erwähnt, Reichsgut der Nürnberger Burggrafen. Im 30-jährigen Krieg zerstört, 1694 wieder aufgebaut. 1851 im Besitz der Familie Hofmann. 1979 wurde der Mahlbetrieb eingestellt. |
| Langenbruckermühle | Dormitz         | 1396 als Reichsgut im Besitz von Konrad Langenbrucker. Die Mühle liegt auf ehemals Bamberger Gebiet, die frühere Sägemühle und der Stadel auf brandenburgischem Territorium. In den 1940er Jahren Neubau durch Robert Haberstumpf. Heute in Besitz der Familie Körner, 2013 wurde das Mahlwerk eingestellt, heute Wasserkraftwerk. |
| Habernhofermühle   | Weiher          | 1296 erstmalige Erwähnung, gehörte zum Bistum Bamberg, Hofmark Neunkirchen am Brand. 1601 abgebrannt. Im 18. Jahrhundert neu errichtet. 1708 übernommen durch Familie Ortegel. Heute gehört die Mühle zur Langenbrucker Mühle. |
| Buckenhofer Mühle  | Buckenhof       | Errichtet im 14. Jahrhundert, 1417 Angliederung einer Sägemühle. 1687 vernichtet Hochwasser das Mahlwerk. 1884 abgebrannt und wieder aufgebaut. 1960 wurde der Mühlbetrieb eingestellt. Heute Wohnhaus. |
| Schleifmühle       | Erlangen        | 1715 erbaut durch Rauhschleifer Johann Schultheiß, Glasschleiferei, 1720 Einbau von Mahlwerken, Schankerlaubnis, 1731 Übernahme durch Rotgerber-Brüder Fraise, Verarbeitung von Hirse und Gerste, dann im Besitz der Familie Beck, 1775 vier Mahl-, Gerb- und Malzgänge, 1884 abgebrannt. Nach Wiederaufbau durch Peter Schiller als Kunstmühle betrieben. 1918 Erwerb durch Heinrich Roth, 1919 Einbau von zwei Wasserturbinen anstelle des Wasserrades. 1936 Übernahme und Modernisierung durch Schwiegersohn Hans Plamann. 2000 Einstellung des Mahlbetriebes wegen Konkurrenzdrucks, seit 2002 nur noch Wasserkraftwerk und umfangreicher Umbau zu Wohnungen. |
| Essenbacher Mühle  | Erlangen        | 1348 erstmals erwähnt, 1621 Münzstatte, 1883 niedergebrannt, nach Wiederaufbau Metallfabrik, heute Bleistift-Spitzer-Fabrik KUM. |
| Walkmühle          | Erlangen        | 1688 erbaut durch Markgraf Christian Ernst, Tuchmühle mit drei Mahlwerken und einem Walzwerk, verkauft 1702 oder 1718, danach abgerissen. |

Im Energie-Atlas Bayern sind zurzeit (Stand Juli 2019) zwölf Standorte von Wasserkraftanlagen an der Schwabach verzeichnet, sowie einer an einem Zufluss in Gräfenberg.

## Wehre

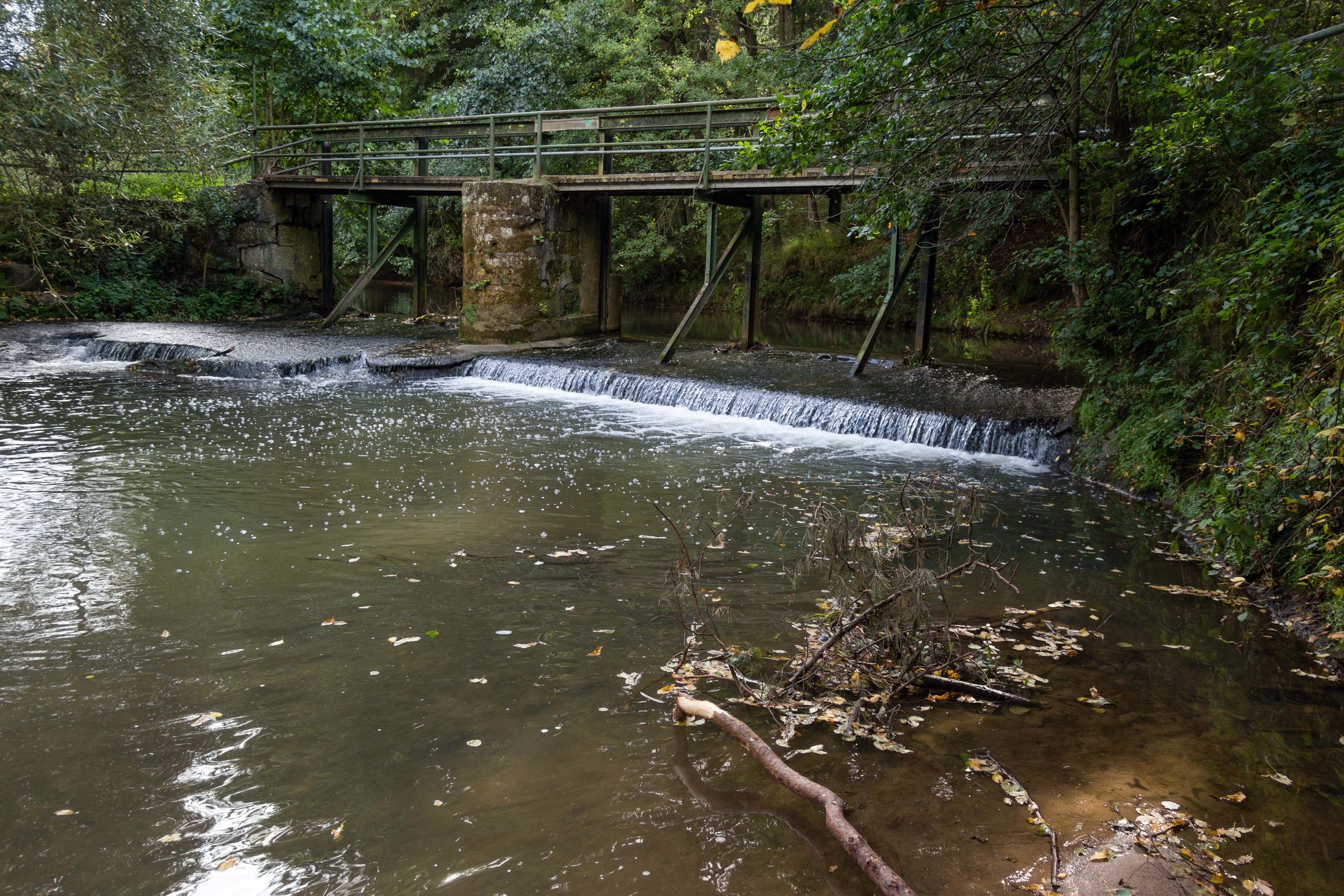
„Fünf Schützen“ bei Uttenreuth

Südlich von Uttenreuth befinden sich die Reste der ehemaligen Wehranlage „Fünf Schützen“. Mit dem Wehr wurde früher mit Hilfe von fünf Schützen die Schwabach aufgestaut. Das aufgestaute Wasser wurde dann in Kanäle auf die Talwiesen geleitet. Die ehemaligen Wässerwiesen werden heute nicht mehr bewirtschaftet und die Schütze wurden abgebaut.

### BayernAtlas („BA“)
Amtliche Online-Gewässerkarte mit passendem Ausschnitt: Lauf der Schwabach

Allgemeiner Einstieg ohne Voreinstellungen und Layer: BayernAtlas der Bayerischen Staatsregierung (Hinweise)
1. 1 2  Höhe abgefragt auf dem Hintergrundlayer Amtliche Karte (Rechtsklick).

### Gewässerverzeichnis Bayern („GV“)
1. ↑  Länge nach: Verzeichnis der Bach- und Flussgebiete in Bayern – Flussgebiet Main, Seite 47 des Bayerischen Landesamtes für Umwelt, Stand 2016 (PDF; 3,3 MB)
2. ↑  Einzugsgebiet nach: Verzeichnis der Bach- und Flussgebiete in Bayern – Flussgebiet Main, Seite 47 des Bayerischen Landesamtes für Umwelt, Stand 2016 (PDF; 3,3 MB)

### Andere
1. ↑  Karl Albert Habbe: Die naturräumlichen Einheiten auf Blatt 153 Bamberg – Ein Problembündel und ein Gliederungsvorschlag. In: Mitteilungen der Fränkischen Geographischen Gesellschaft 2003/2004, S. 55–102 (PDF-Download)
2. ↑  Deutsches Gewässerkundliches Jahrbuch Rheingebiet, Teil II 2006 Bayerisches Landesamt für Umwelt, S. 99, abgerufen am 7. März 2021, Auf: regierung.unterfranken.bayern.de (PDF, deutsch, 23,6 MB).
3. ↑  Achte Berichtigung der Verzeichnisse der Gewässer zweiter Ordnung und der Wildbäche (Gewässerverzeichnis – GewVz). Bekanntmachung des Bayerischen Staatsministeriums für Umwelt und Verbraucherschutz vom 13. Januar 2025, Az. 52.2d-U4502-2010/3-209, BayMBl. 2025 Nr. 48 vom 29.01.2025, Anlage 1 Kenn-Nrn. 4.2.19, 5.2.7.
4. ↑  Albrecht Greule: Deutsches Gewässernamenbuch. Walter de Gruyter, Berlin / Boston 2014, ISBN 978-3-11-057891-1, S. 484, „²Schwabach“ (Auszug in der Google-Buchsuche).
5. ↑  Unterlaufname Weihergraben bei BayernAtlas
6. ↑  Weihergraben bei der Parzellarkarte
7. ↑  Konzept gegen Hochwasser. Abgerufen am 26. September 2021.
8. ↑  Abfluss: Gesamtzeitraum Erlangen / Schwabach. Abgerufen am 3. Februar 2023.
9. ↑  Station Hetzlesquellen 1-5. Abgerufen am 26. Juli 2019. im Teileinzugsgebiet des rechten Zuflusses Brandbach.
10. ↑  Umweltreport Wirtschaftsraum Erlangen, Ausgabe 2007 (PDF; 104 kB).
11. ↑  Online-Ausgabe der Erlanger Nachrichten vom 27. September 2013.
12. ↑  Eigener Bericht zur Sitzung des Gemeinderats (21.4.2015) « Unabhängige Uttenreuth. Abgerufen am 11. November 2018 (deutsch).
13. ↑  Grüner Seitenarm für künftiges Hochwasser. Abgerufen am 21. Juni 2021.
14. ↑  Online-Ausgabe der Erlanger Nachrichten vom 11. Dezember 2014.
15. ↑  BayernViewer der Bayerischen Vermessungsverwaltung (Memento des Originals vom 13. Januar 2014 im Internet Archive)  Info: Der Archivlink wurde automatisch eingesetzt und noch nicht geprüft. Bitte prüfe Original- und Archivlink gemäß Anleitung und entferne dann diesen Hinweis.
16. ↑  nordbayern.de, Nürnberg, Germany: 8. Februar 1964: Wasser auf die Mühlen durch Gesetz geregelt. (nordbayern.de [abgerufen am 26. September 2017]).
17. ↑  Erlanger Nachrichten: Auf den Spuren der Schwabachmühlen. 22. August 2022.
18. ↑  Karten und Daten zur Energiewende | Energie-Atlas Bayern. Abgerufen am 26. Juli 2019.
19. ↑  Infotafel "Fünf Schützen"